# Fontána čtyř řek

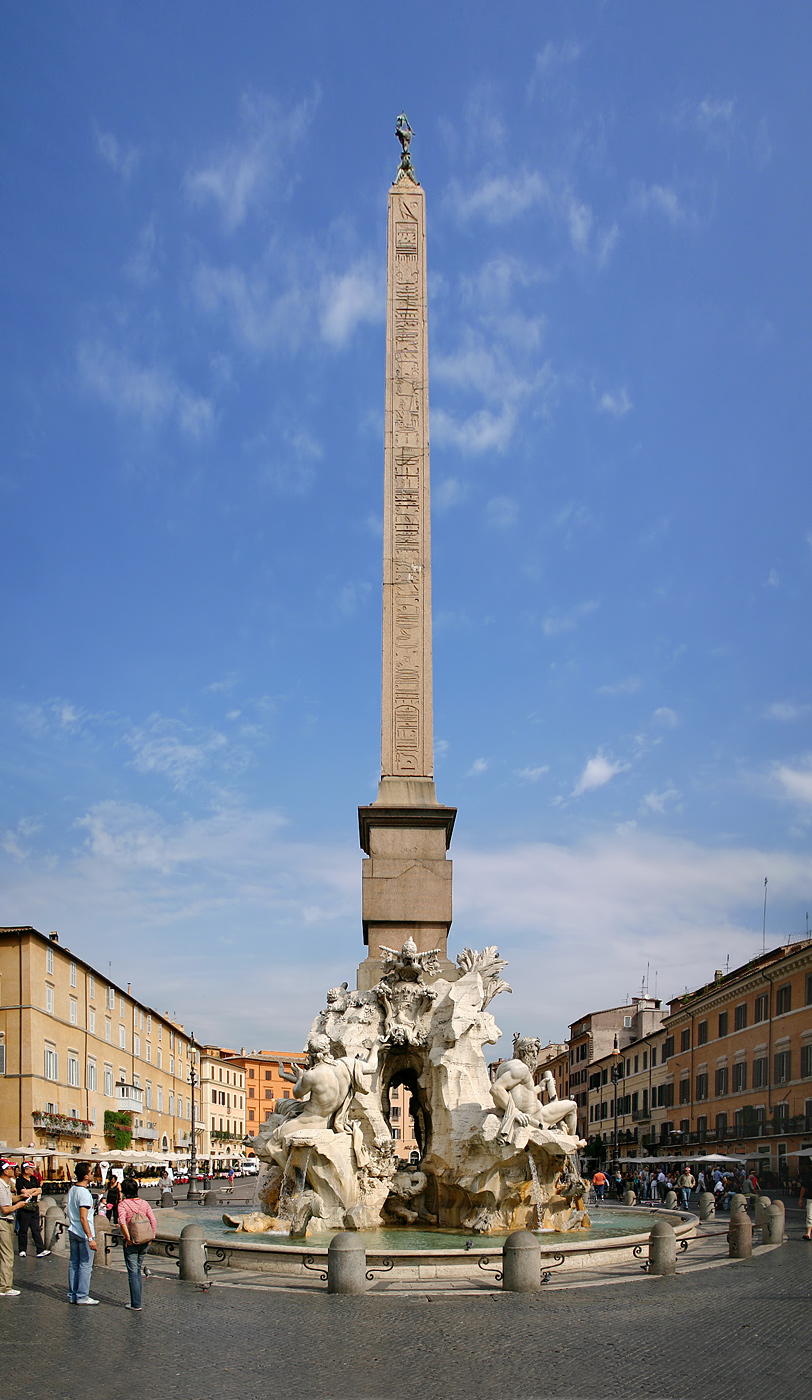
Fontána čtyř řek dominuje půdorysu náměstí Piazza Navona

Fontána čtyř řek (ital. Fontana dei Quattro Fiumi) je název římské fontány vytvořené v letech 1648–1651 italským barokním sochařem a architektem Gianem Lorenzem Berninim.

## Historie
V roce 1648 Bernini prosadil model fontány, která měla po dohotovení tvořit střed antického půdorysu náměstí Piazza Navona, před průčelím barokního kostela Sant'Agnese in Agone.
Podle přání papeže Inocence X. měl fontánu korunovat egyptský obelisk z Maxentiova cirku. Berniniho Fontána čtyř řek, známá také pod názvem Říční fontána (ital. Fontana dei Fiume), je mistrovskou realizací komplikovaného ikonografického konceptu a patří k vrcholům barokní plastiky.
Střed mohutné nádrže tvoří umělá skála nepravidelného tvaru z travertinu, bizarně vymodelována, na rozích níž jsou umístěny personifikace čtyř velkých světových řek – Nilu, Gangy, Dunaje a Río de la Plata.

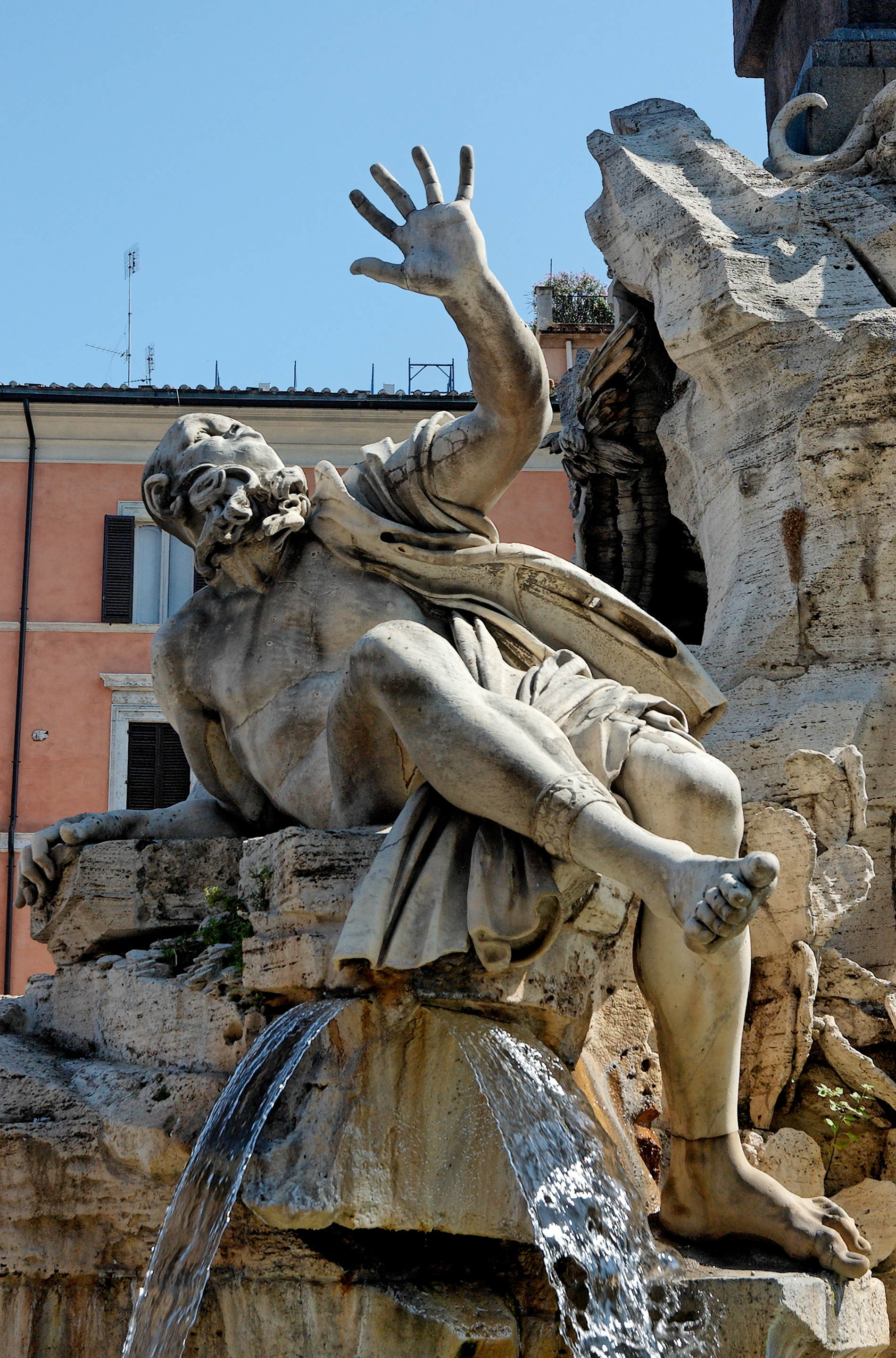
Río de la Plata
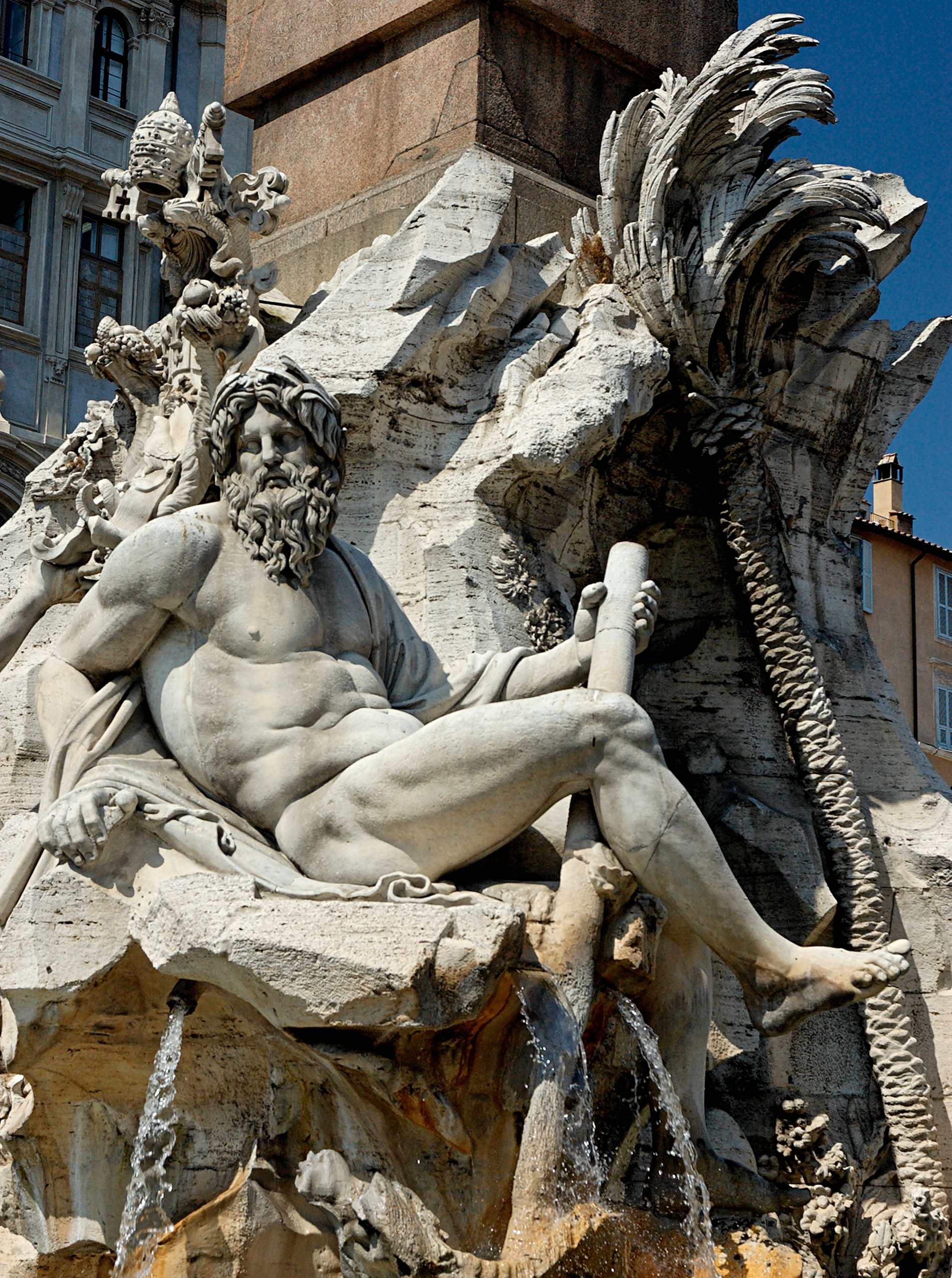
Ganga
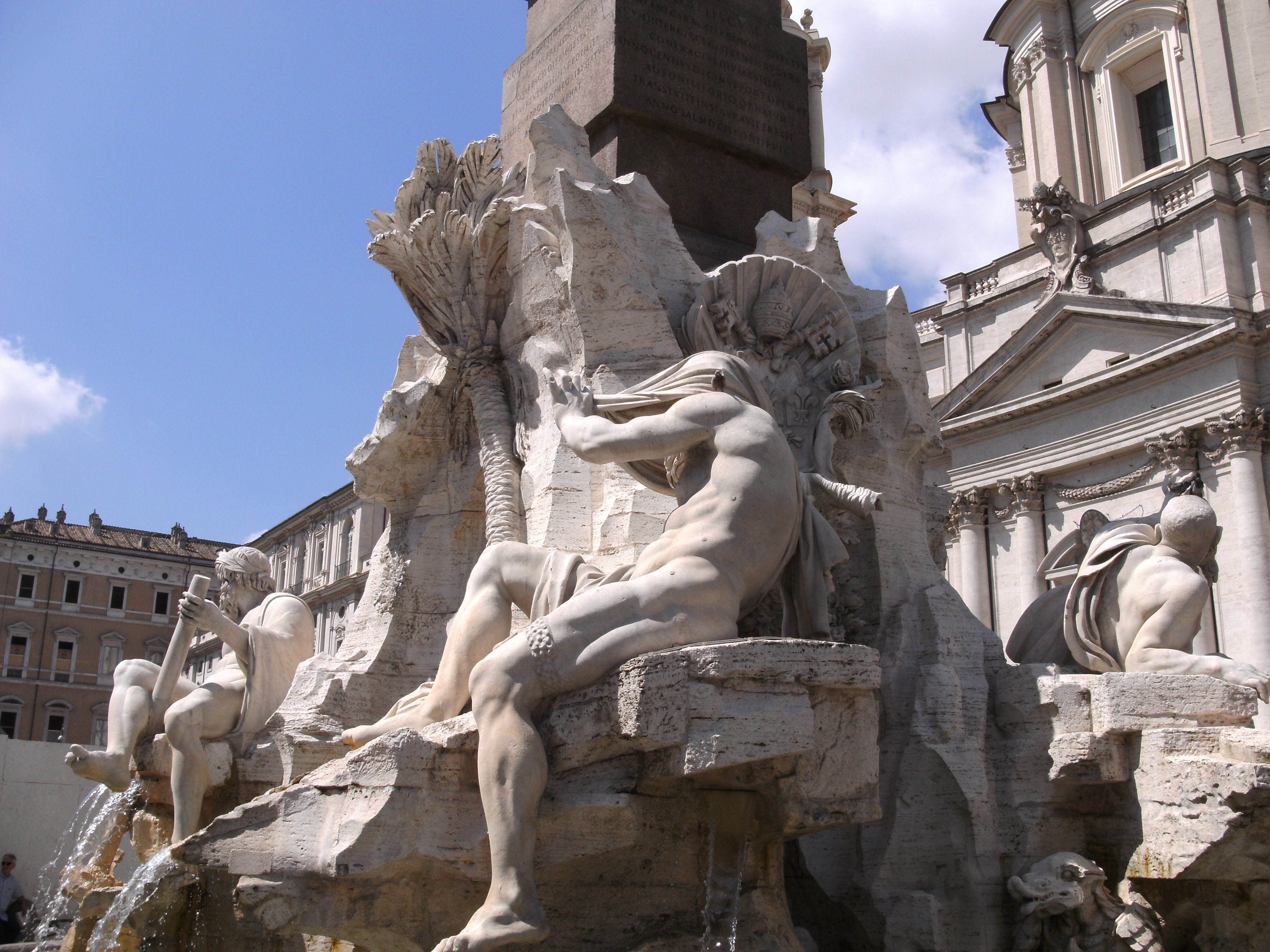
Nil
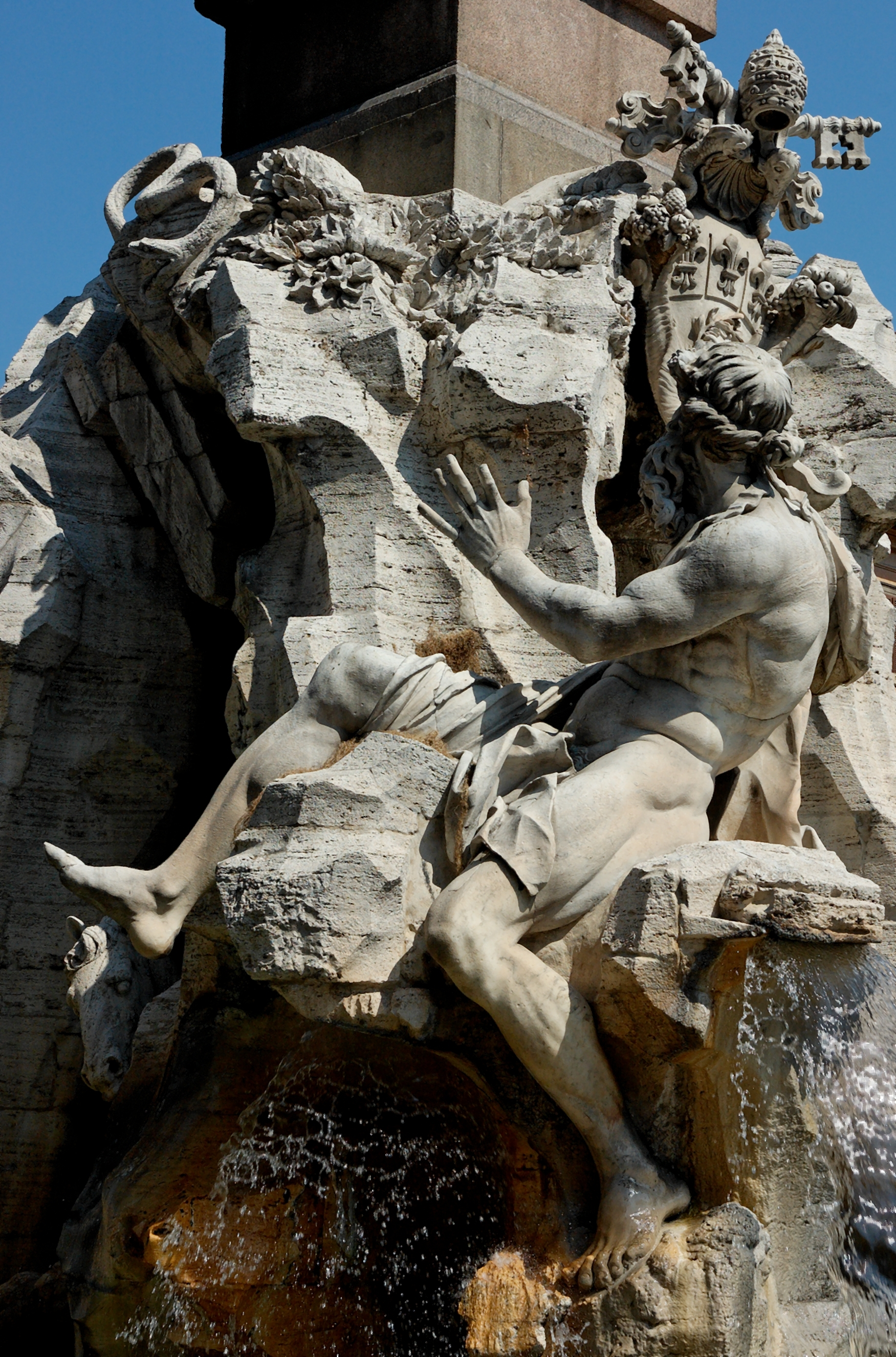
Dunaj
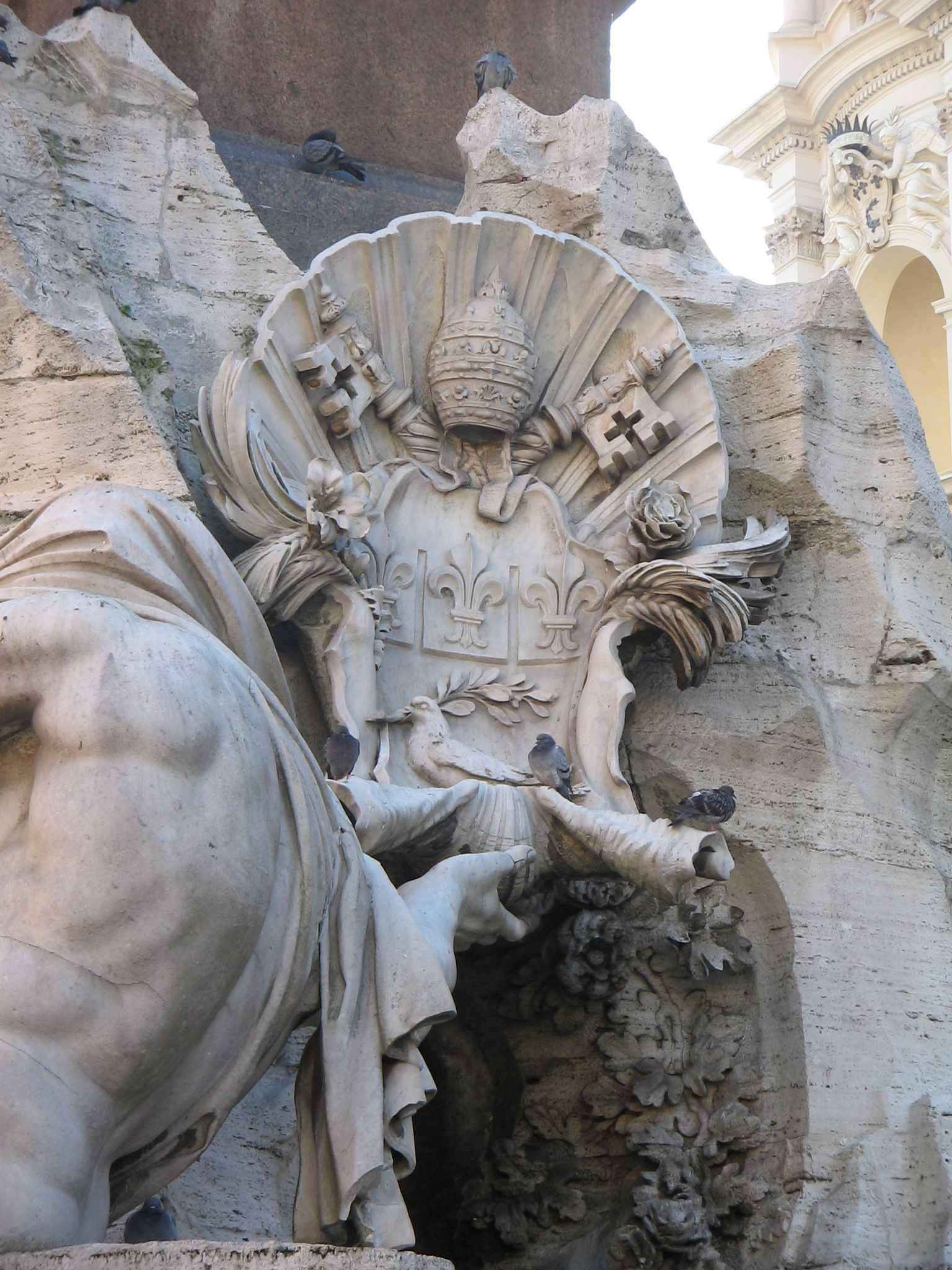
Jeden ze dvou papežských erbů
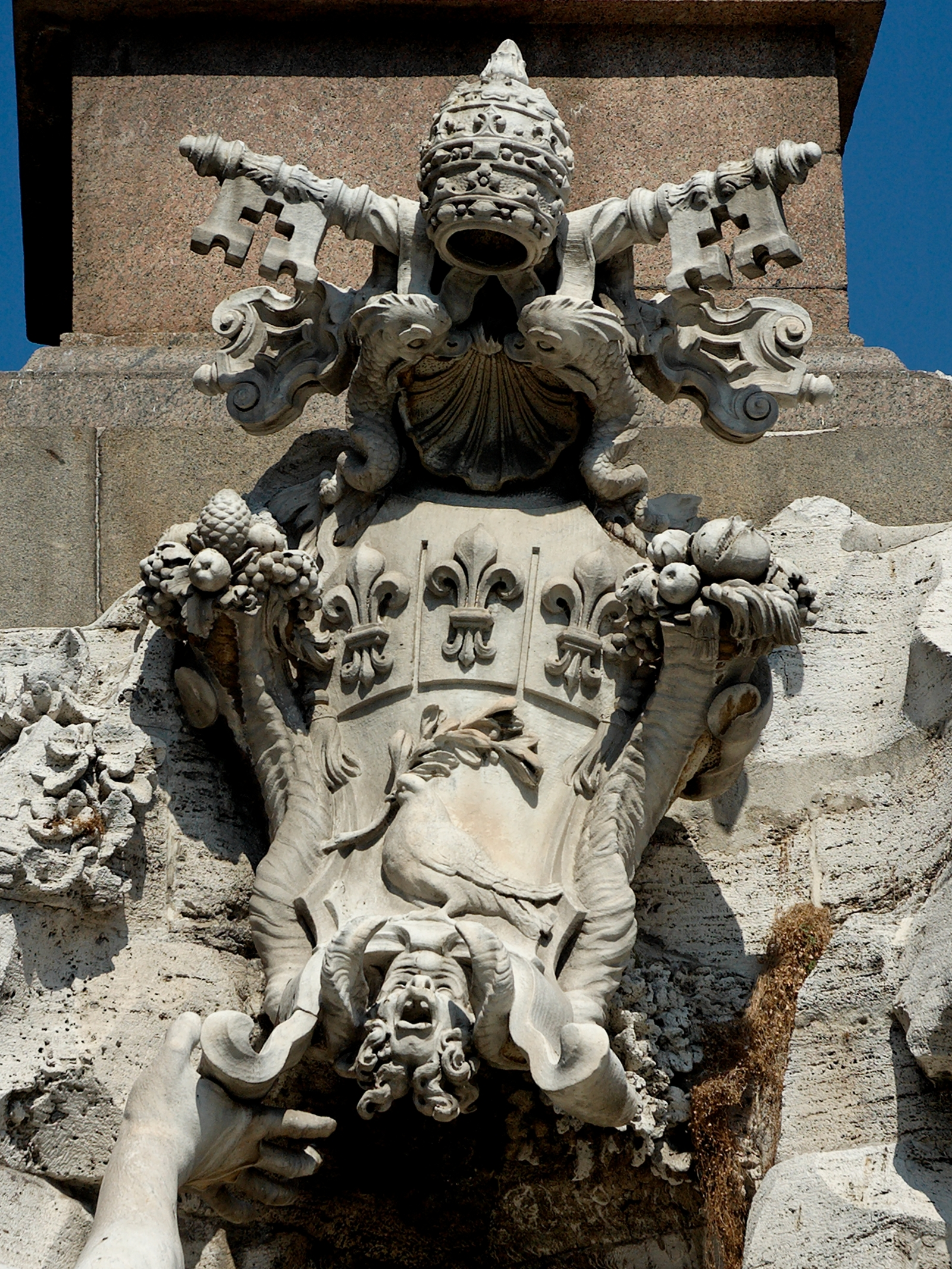
Erb Inocence X.

Dohromady se sochami rostlin a zvířat (lev, kůň, krokodýl, delfín, had a palma) patřících k příslušnému kontinentu, symbolizují světové končiny, kam až sahala papežská moc. Na patě obelisku Bernini umístil erb zakladatele díla, na skále sedící holubici s olivovou ratolestí v zobáku.

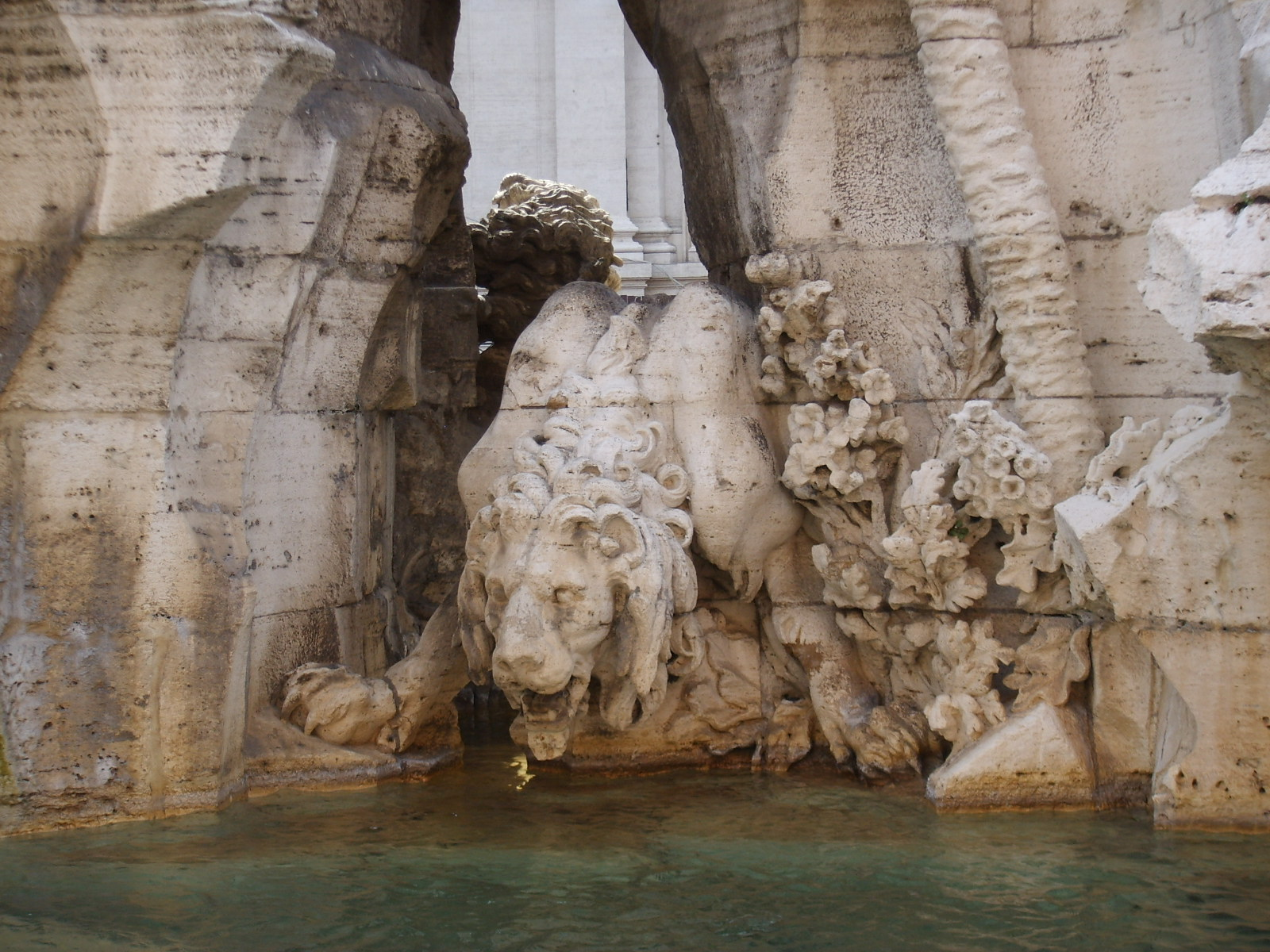
Lev
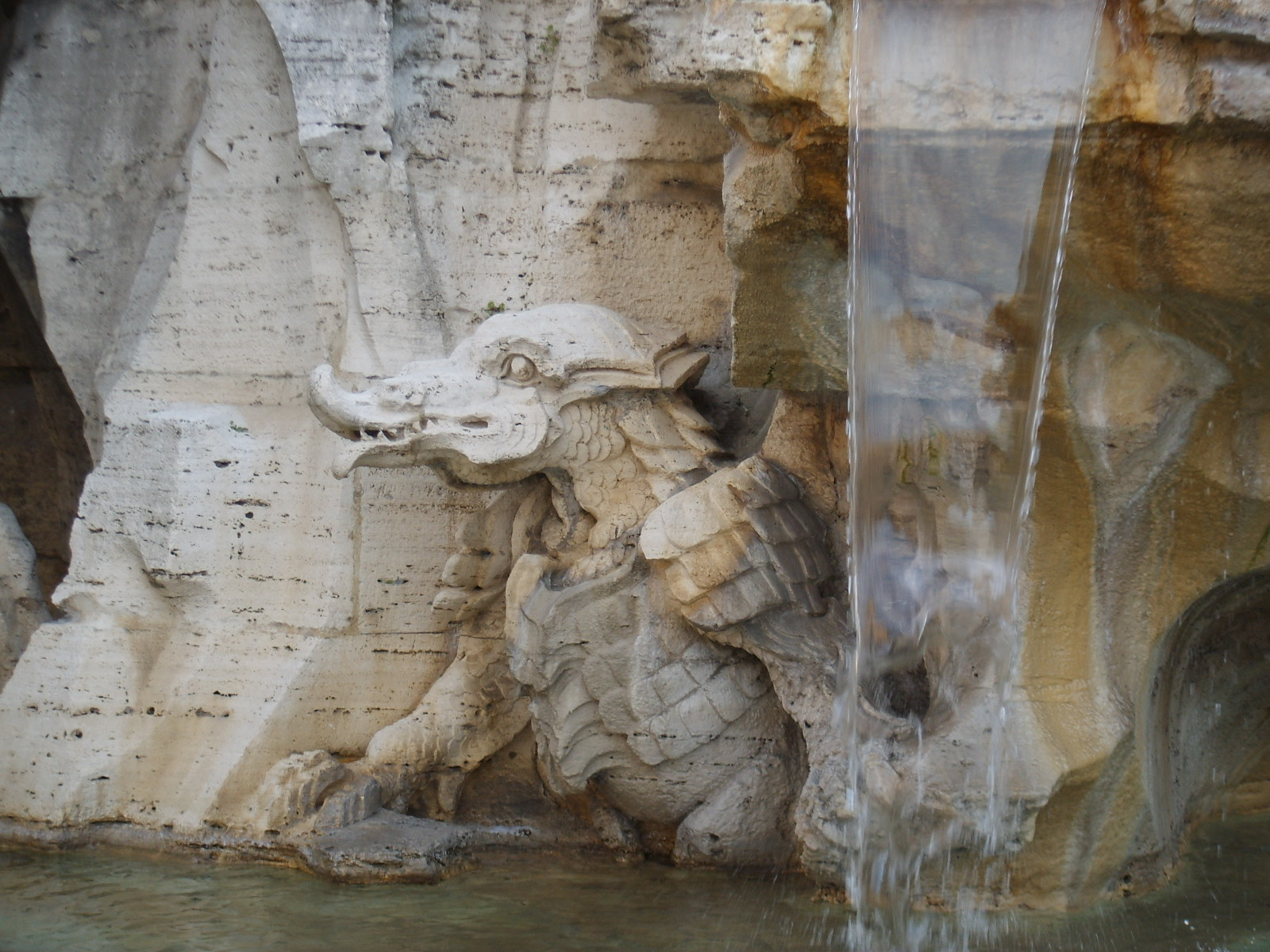
Krokodýl
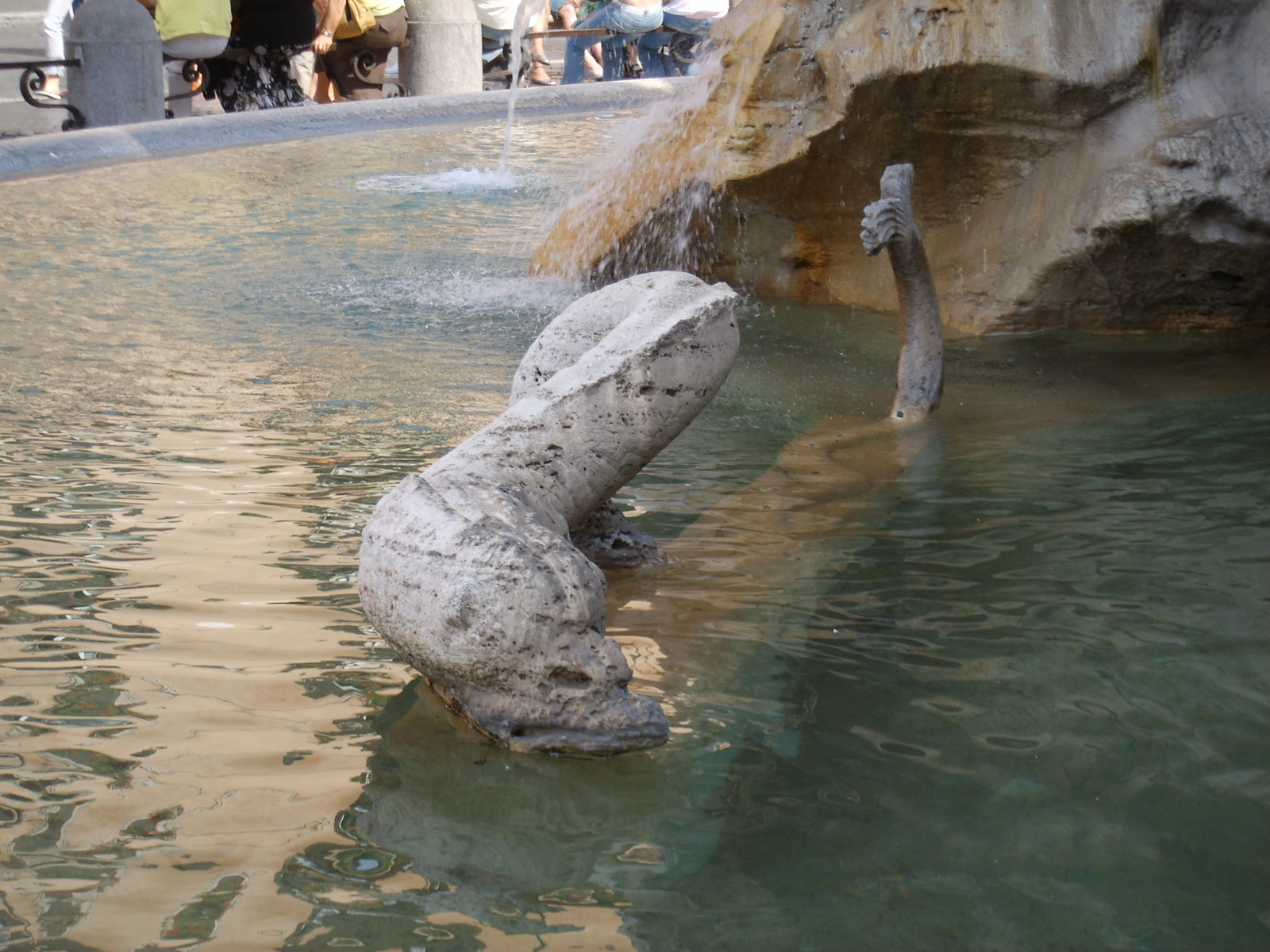
Mořský had
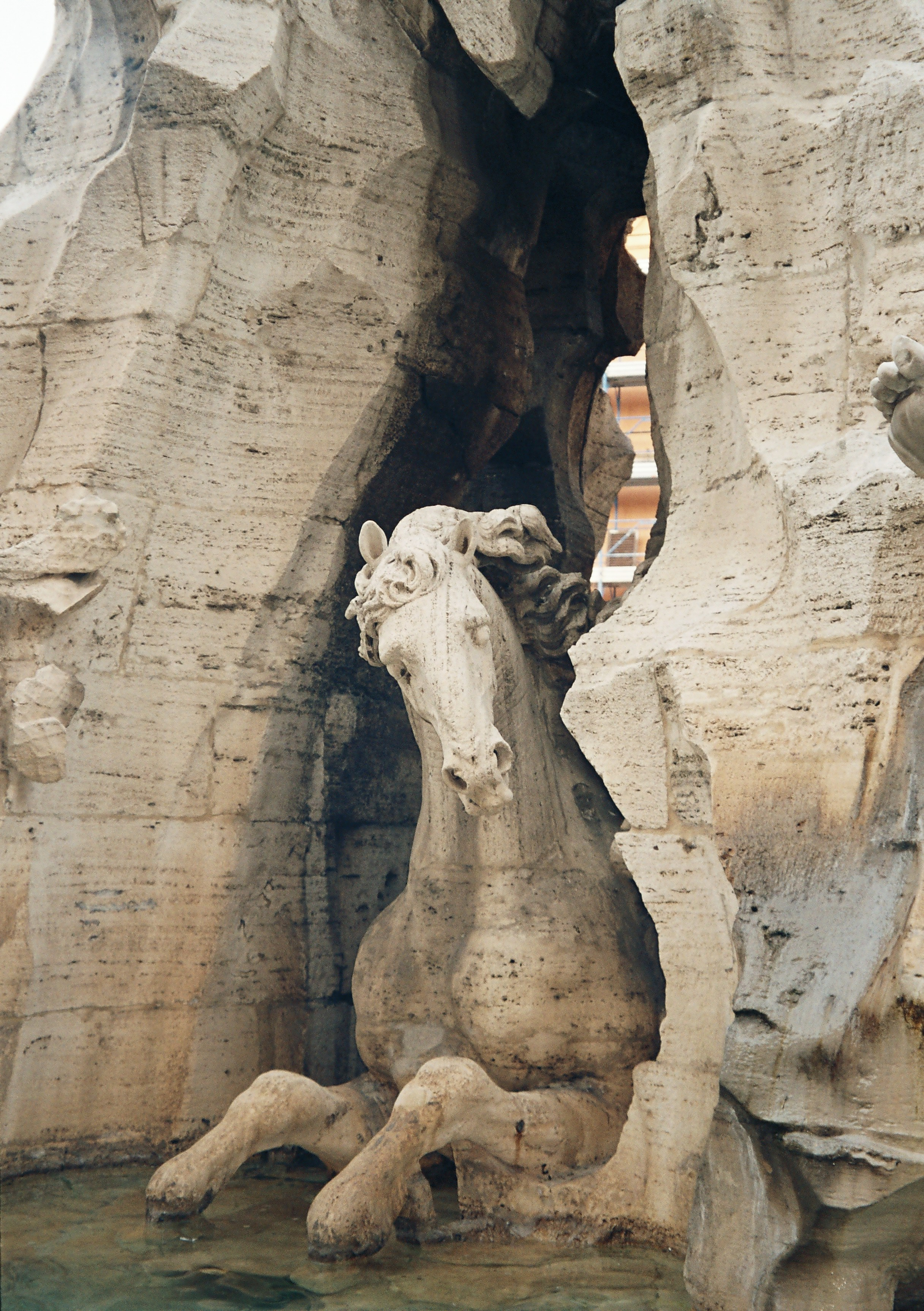
Kůň
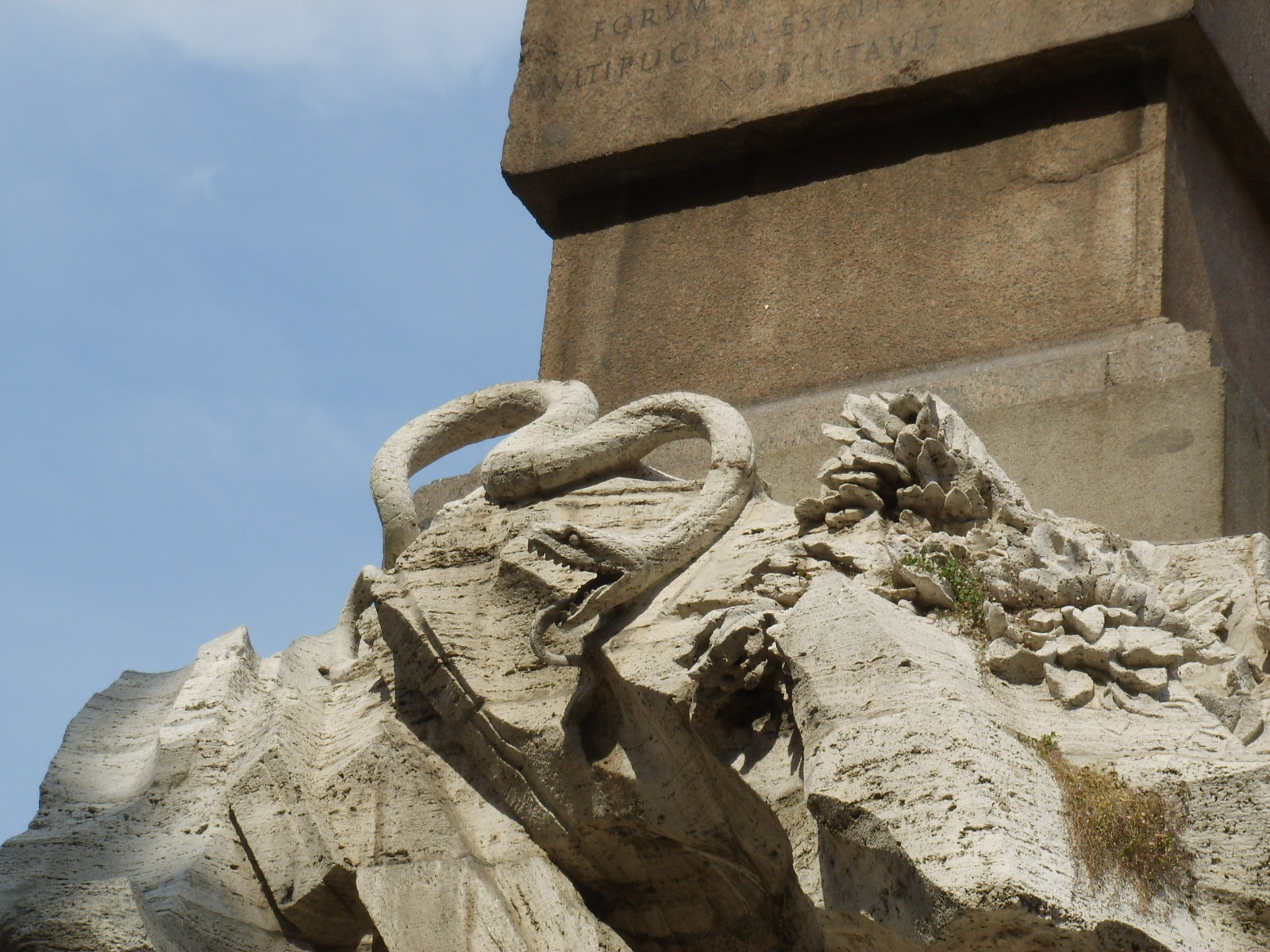
Suchozemský had
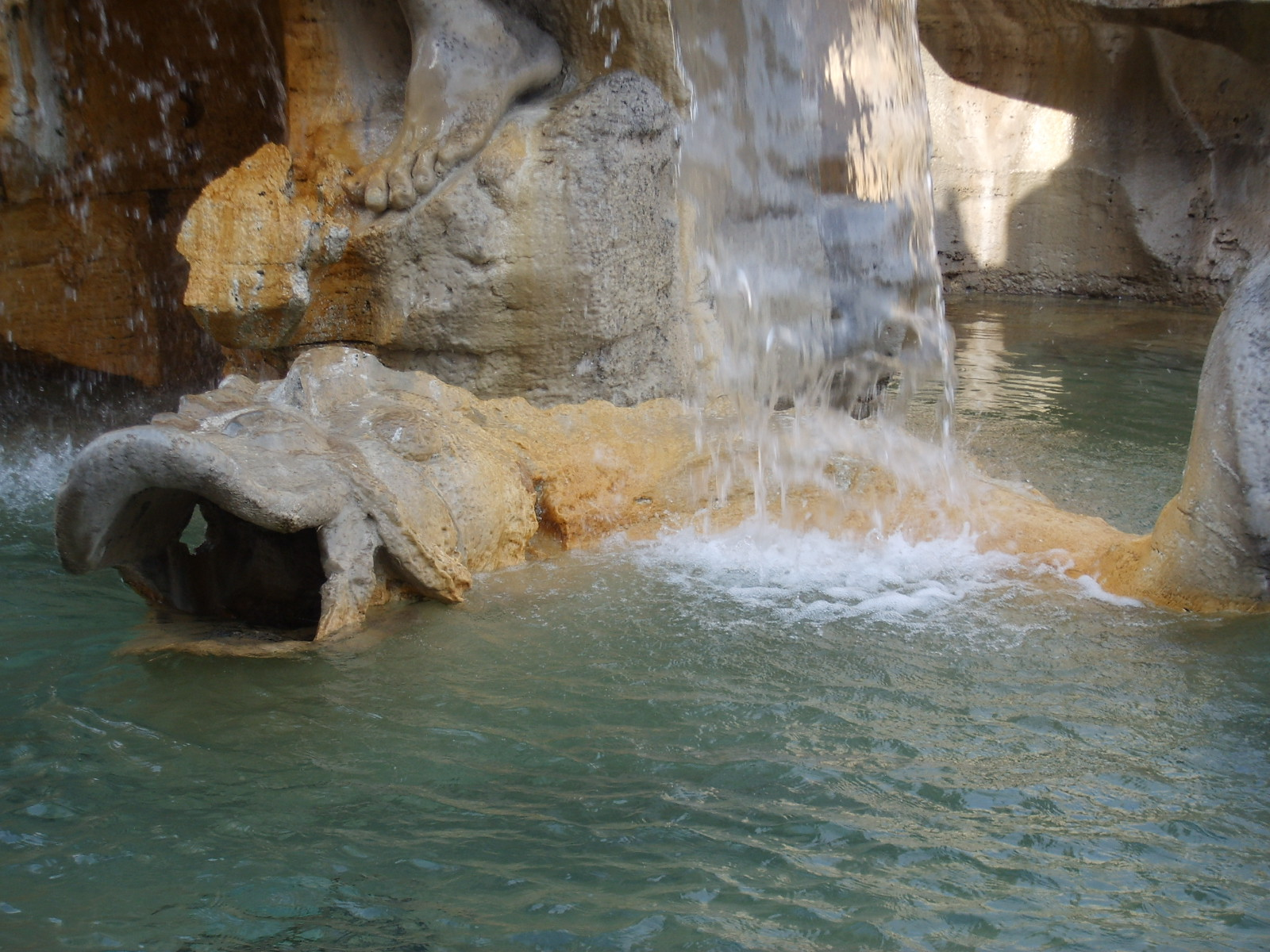
Delfín
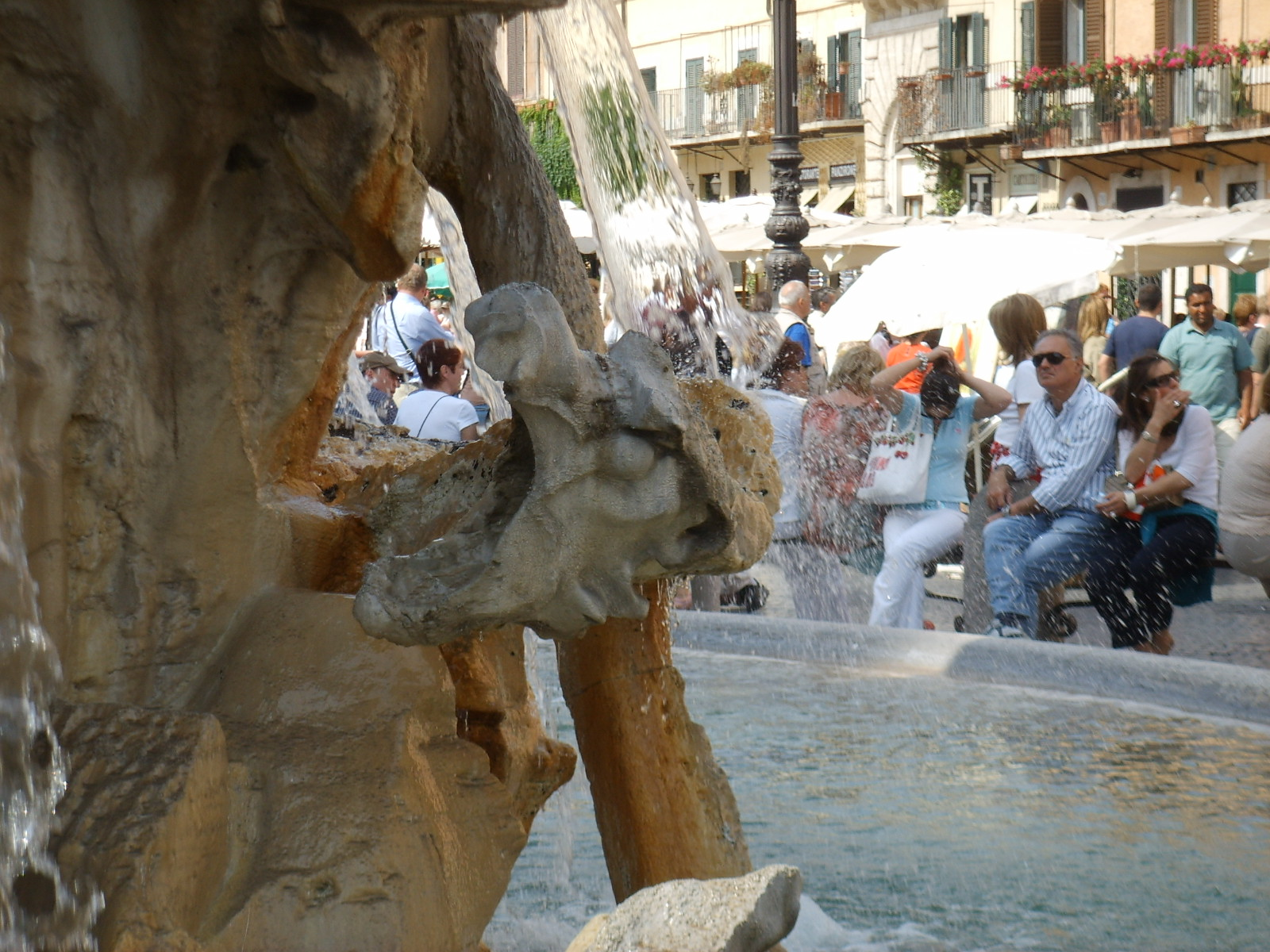
Drak

Jako zdroj vody byly použity vodní proudy akvaduktu Aqua Vergine, speciálně přivedené na toto místo.
Bernini do prací na této fontáně zapojil také několik svých spolupracovníků. Sám navrhl celkový vzhled, vyřešil několik detailů v dílčích studiích, na místě tesal skálu, zvířata a palmu a sám dohlížel na ostatní práce svých pomocníků – např. Cosima Fancelliho (dodal alegorii Nilu), Antonia Raggihoo (přispěl alegorií Dunaje), Lazzara Morelliho nebo Guida Abbatiniho, který dokonce koloroval skály a rostliny.
Ve středu fontány je vztyčený obelisk, který však, i když to tak na první pohled vypadá, není egyptského původu. Podle nápisu jde o původní římský monument, který dal postavit císař Domitianus (císařem byl v letech 81–96), v chrámu bohyně Isis na Martově poli.
V polovině června 1651 bylo celé dílo hotové a téměř okamžitě se stalo nejen římskou, ale dokonce evropskou senzací. Vzrušení z nového díla, papežova daru Římu, způsobilo umělecké šílenství – přední básníci o ní skládali básně a oslavné ódy, objevily se hudební díla velebící novou římskou atrakci. Úchvatné a impozantní barokní divadlo bylo Berniniho Fontány čtyř řek dovedeno do maximální dokonalosti.
Vzápětí se však začaly ozývat hlasy (zejména obyčejných Římanů) poukazující na rub této papežské prezentace, kterou považovali za plýtvání penězi: „Non Guglie e fontane, pane volemo, pane, pane, pane!“ (česky „Nechceme obelisky a fontány, chléb chceme, chléb, chléb, chléb!“).
O dva roky později (v roce 1653) vznikla Berniniho zásluhou v sousedství této fontány další, Fontana del Moro, kde umělec využil stávající starší vodní nádrž, doprostřed jejíž vložil postavu Tritona s delfínem.